# Биоаэрозоль

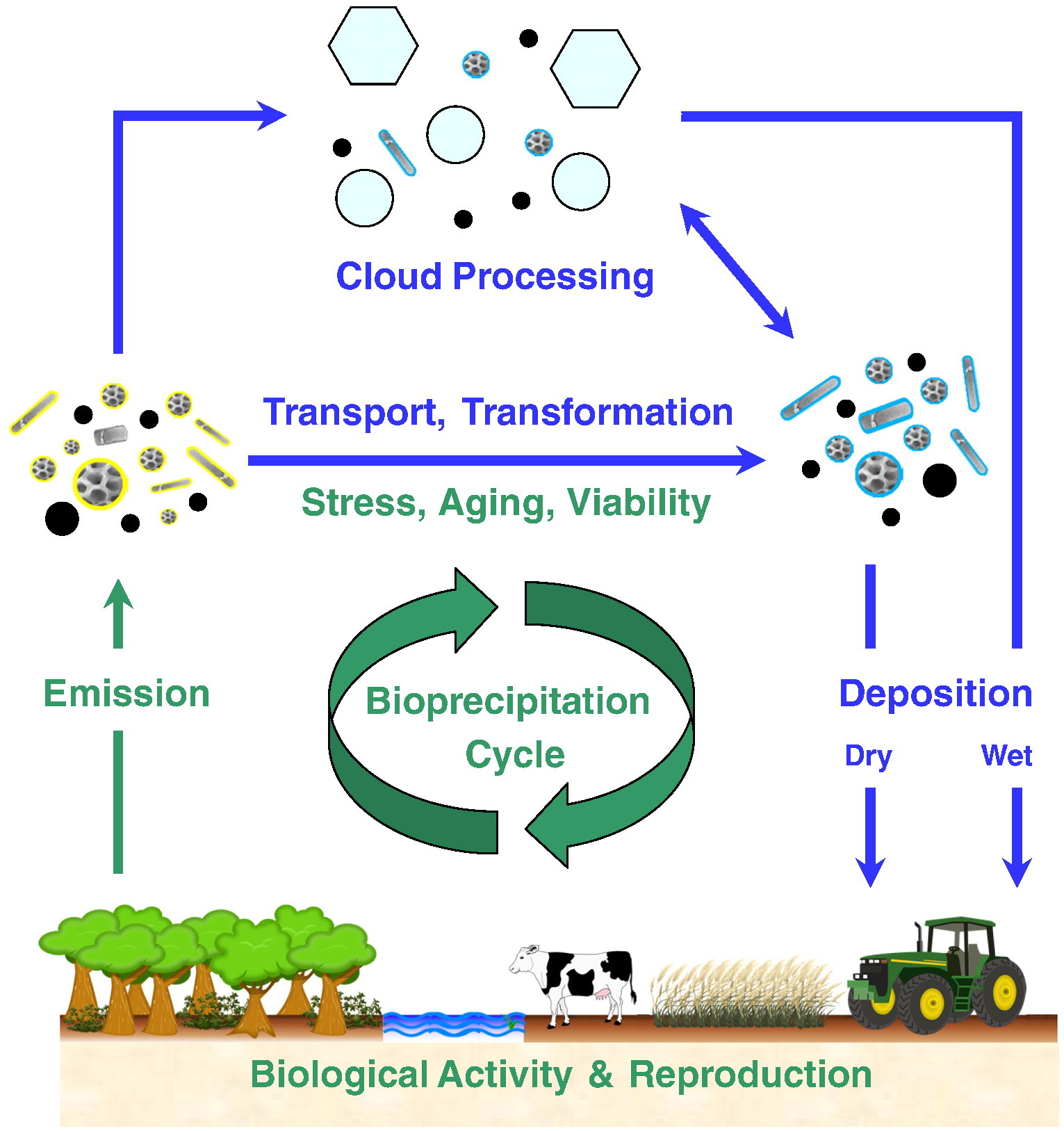
Круговорот биоаэрозолей

Биоаэрозоль (сокращение от биологический аэрозоль) — взвешенные частицы, крупные молекулы или летучие соединения, состоящие из живых организмов или их производных. Могут являться как безвредными, так и аллергенными, токсичными или патогенными, а в исключительных случаях биологическим оружием или фактором экономического неблагополучия. Размер частиц варьируется от долей до сотен микрометров, благодаря чему влияние гравитации на них сопоставимо или даже менее влияния сил трения среды — основная причина их длительного пребывания в воздухе.

## Состав
Биоаэрозоли могут представлять из себя как единичные органические частицы, так и агломераты таких частиц. Это, например, вирусы, бактерии, пыльца, споры грибов, дрожжи, почва, плесень, эндотоксины и антигены.

## Классификации
Различают естественные и искусственные биоаэрозоли. Кроме того, существенной характеристикой частиц биоаэрозоля является их жизнеспособность как фактор биологической активности.